# Santé Québec
Santé Québec est une société d'État chargée de coordonner les opérations du réseau de la santé québécois. Sa création est officiellement amorcée le 9 décembre 2023 par l'adoption de la Loi visant à rendre le système de santé et de services sociaux plus efficace.
Cette entité s'inscrit dans la réforme du système de la santé entreprise par le ministre Christian Dubé. Elle deviendra l'employeur unique du personnel de la santé au Québec, occasionnera la fusion des accréditations syndicales et des listes d'ancienneté unique, en vue notamment de permettre une meilleure mobilité du personnel sur le territoire du Québec. 
Depuis le 1er décembre 2024, date de l'intégration à Santé Québec des établissements du réseau de la santé,, elle emploie environ 330 000 travailleurs,.

## Histoire

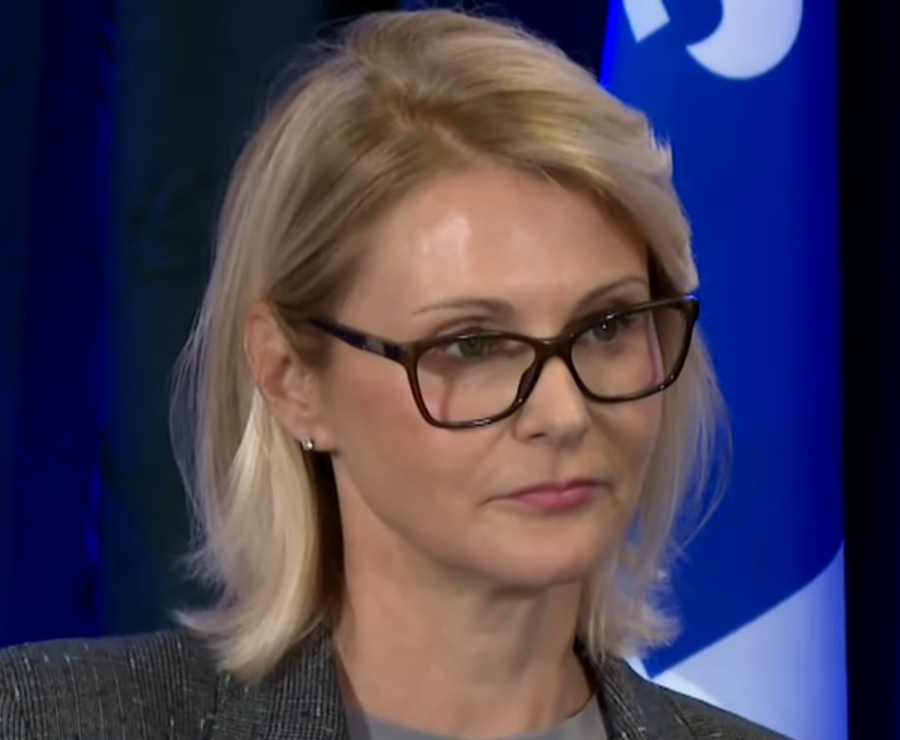
Geneviève Biron, présidente et cheffe de la direction, lors de la création de Santé Québec.

En janvier 2024, il est annoncé que le président et chef de direction de Santé Québec gagnera annuellement 543 000 $ et deviendra ainsi un des hauts fonctionnaires les mieux payés par l'État québécois, son salaire étant le double de celui du premier ministre du Québec.
Le 29 avril 2024, le ministre de la Santé annonce la nomination de Geneviève Biron, ex-PDG de Biron Groupe Santé, en tant que présidente et cheffe de la direction ainsi que de Frédéric Abergel, ex-PDG du CHUM, comme vice-président exécutif aux opérations et à la transformation. Ces nominations officialisent du même coup la création de Santé Québec, tel que prévu dans la Loi visant à rendre le système de santé et de services sociaux plus efficace.
En mai 2024, Christiane Germain, co-présidente du Groupe Germain, est nommée présidente du conseil d'administration de Santé Québec.
Santé Québec entre en opération le 1er décembre 2024, à l'issue de la période de six mois débutée le 1er juin 2024,.

## Controverses et défis
Avant même le début officiel des activités de Santé Québec, des augmentations salariales pour les gestionnaires transférés du MSSS et des promotions internes ont été critiquées. Certains fonctionnaires ont été reclassés à des postes de cadres, leur permettant de bénéficier d'une hausse de salaire pouvant aller jusqu'à 10 %. Cette pratique, qualifiée de "double promotion" par des employés, a soulevé des questions sur la gestion des ressources humaines.
Dans un contexte où le gouvernement a exigé des économies de 1,5 milliard de dollars dans le réseau de la santé, Santé Québec a procédé à des réductions de postes, touchant notamment des infirmières, des préposés et des orthophonistes,. Des mesures comme la réduction des heures travaillées de 3,65 % et la fin du recours à la main-d'œuvre indépendante ont été mises en œuvre, suscitant des critiques de syndicats et d'autres intervenants qui dénoncent des impacts négatifs sur les services à la population,,. Certains dénoncent une "mission impossible" confiée à Santé Québec, tout en soulignant une ingérence gouvernementale lorsque des décisions suscitent des controverses,. 
Santé Québec a mandaté une firme externe pour définir sa mission, sa vision et ses valeurs au coût de 103 000 $. Bien que justifiée comme une étape essentielle, cette dépense a été perçue comme malvenue dans un contexte de restrictions budgétaires.
En février 2025, des informations révèlent que Santé Québec a attribué plus de 3 millions de dollars en contrats à des firmes privées pour divers services, notamment en cybersécurité, en finances et en gestion de crise. Parmi ces contrats, 1,35 million de dollars ont été accordés de gré à gré depuis décembre 2024, et un autre contrat a été attribué à une firme de marketing pour évaluer la "confiance de la population" envers l'agence. Ces dépenses ont soulevé des critiques quant à la nécessité de recourir à des consultants externes plutôt que d'utiliser l'expertise déjà présente au sein du ministère de la Santé et des Services sociaux. De plus, l'embauche de Daniel Castonguay, ex-PDG du CISSS de Lanaudière, comme conseiller stratégique senior pour près de 120 000 $, a été critiquée, ce dernier ayant perdu son poste en 2020 à la suite du décès de Joyce Echaquan et des allégations de racisme dans l'établissement qu'il dirigeait.
En mars 2025, des préoccupations émergent quant à la structure organisationnelle de Santé Québec. Le ministre de la Santé a exprimé son inconfort face à l’organigramme de la nouvelle agence, qui compte une centaine de hauts dirigeants, soit environ 12 % de plus qu’avant la réforme. Il a demandé à la PCD de Santé Québec de revoir cette structure afin de limiter le nombre de cadres supérieurs et d’assurer une meilleure gestion des ressources. Cette demande s’inscrit dans un contexte où la bureaucratie de la santé s’est alourdie, avec près de 2 000 fonctionnaires répartis entre le ministère de la Santé et des Services sociaux et Santé Québec, soit une augmentation par rapport aux 1 700 employés en poste avant la transition. Des critiques ont émergé concernant le fait que, malgré la création de Santé Québec pour rationaliser l’administration du réseau, le nombre de fonctionnaires affectés à la planification et à la gestion a augmenté au lieu de diminuer.
Le ministre a également reconnu que la mise en place du Dossier santé numérique (DSN), un projet majeur visant à centraliser les informations médicales des patients, connaît des dépassements de coûts. Initialement prévu pour être livré en novembre 2025, ce projet affiche déjà des retards et des surcoûts non précisés.
Au lendemain de la réaction du ministre Dubé, la PCD annonce une réduction de 20 % du nombre de cadres de Santé Québec, accompagnée de l’abolition du poste de vice-président exécutif aux opérations et à la transformation, précédemment occupé par Frédéric Abergel, dont le départ avait déjà suscité des questions. Cette direction, considérée comme la plus imposante de l’agence avec 30 hauts dirigeants, a été jugée trop lourde par la direction et son ancien titulaire,. Les responsabilités sont désormais réparties entre deux nouvelles vice-présidences : l’une aux Opérations – Coordination Santé et services sociaux, confiée à Maryse Poupart, et l’autre à l’Excellence clinique, encore à pourvoir. Geneviève Biron reconnaît que certaines décisions organisationnelles ont été prises dans la précipitation, menant à la création de postes de cadres qui se sont avérés non essentiels. Elle indique que des compressions budgétaires imposées dans un court délai ont nécessité des ajustements rapides, tout en affirmant que l’agence cherche désormais à stabiliser sa structure et à recentrer ses actions dans le cadre d’un plan stratégique à venir. 
Par ailleurs, des données obtenues par accès à l'information révèlent que la masse salariale combinée des hauts dirigeants de Santé Québec et du MSSS a presque doublé depuis la réforme de gouvernance du réseau. Alors qu’elle s’élevait à 3,7 millions de dollars en janvier 2024, elle atteint désormais 7 millions de dollars par année. À elle seule, l’équipe de direction de Santé Québec totalise 4,3 millions, incluant une rémunération de 567 000 $ pour la PCD, et ce malgré l’abolition de certains postes de direction.
En avril 2025, le ministre de la Santé a exprimé son insatisfaction à l’égard du projet initial de règlement élaboré par Santé Québec pour encadrer le recours aux soins spécialisés dans le secteur privé. Prévu dans le projet de loi 15 adoptée en décembre 2023, ce mécanisme permettrait à Santé Québec d’orienter des patients vers le privé, aux frais de l’État, lorsque les délais d’attente dans le public deviennent déraisonnables. Insatisfait du contenu initial, le ministre a exigé qu’un nouveau règlement soit préparé et prêt d’ici la fin de l’été 2025.
Au début de l’exercice 2025-2026, Santé Québec fait face à un manque à gagner estimé à 3,6 milliards de dollars, en raison d’une croissance limitée à 3 % des dépenses de santé prévue dans le budget provincial. Cette insuffisance budgétaire concerne trois grands secteurs : les services à la population (1,4 milliard), les infrastructures (1,8 milliard) et les ressources informationnelles (429 millions). Bien que la subvention gouvernementale soit en hausse par rapport à l’année précédente, elle ne permettrait pas de couvrir l’ensemble des besoins anticipés selon les documents internes de l’agence,,.
Dans ce contexte, Santé Québec a demandé aux établissements du réseau de la santé et des services sociaux de réévaluer ou reporter certains projets de rénovation et de limiter leurs engagements financiers. Une directive en ce sens a été transmise aux PDG du réseau, leur demandant d’identifier les projets prioritaires, les coûts engagés et les impacts éventuels sur les soins ou la sécurité. Des voix de l’opposition ont dénoncé cette situation comme étant révélatrice d’un régime d’austérité, craignant une dégradation des conditions dans les hôpitaux et les CHSLD en l’absence d’investissements d’entretien.
Santé Québec a indiqué qu’elle poursuivait ses discussions avec le gouvernement afin de finaliser la répartition budgétaire avec les établissements. L’agence affirme vouloir privilégier une gestion rigoureuse, en réévaluant les projets selon leur urgence et leur impact, tout en soulignant la nécessité de faire « mieux et différemment » avec les ressources disponibles,,.
En mai 2025, l'Association des gestionnaires des établissements de santé et de services sociaux du Québec (AGESSS) a critiqué Santé Québec pour son manque de dialogue avec les gestionnaires du réseau. Sa présidente a déploré l'absence de consultation directe avec la PCD de Santé Québec, malgré des engagements gouvernementaux visant à renforcer la gestion de proximité. L'AGESSS, qui représente environ 9 000 gestionnaires, craint que la décentralisation promise par la réforme échoue et que les erreurs de la précédente réorganisation du réseau, notamment les suppressions de postes de gestionnaires, se répètent,. Santé Québec a affirmé que des échanges réguliers existent, mais l'association a jugé insuffisante la communication avec la haute direction.

## Premiers résultats
En janvier 2025, Santé Québec a signalé une amélioration modeste dans les urgences, avec une réduction de 1,3 heure de la durée moyenne de séjour par patient. Toutefois, des disparités importantes subsistent selon les régions, et la fréquentation inappropriée des urgences demeure problématique.
La cible gouvernementale de ramener le temps moyen de prise en charge aux urgences à 90 minutes n'est toujours pas atteinte en mai 2025. Cet objectif, initialement fixé pour 2022-2023 par le gouvernement, a été repoussé à 2026-2027 dans le plus récent plan stratégique du ministère de la Santé. Lors de l'étude des crédits budgétaires, ni le ministre de la Santé ni la PCD de Santé Québec n'ont pu confirmer que la cible serait atteinte dans les délais prévus. Le ministre a souligné l'impact du vieillissement de la population sur l'achalandage et a insisté sur la nécessité d'une meilleure prise en charge en amont, notamment par les médecins de première ligne. La PCD a, de son côté, affirmé qu'un résultat uniforme ne pouvait être attendu à l'échelle de la province, bien que le seuil des 90 minutes demeure une « belle cible » à viser.